# Vlag van de Europese Gemeenschap voor Kolen en Staal

Vlag van de voormalige Europese Gemeenschap voor Kolen en Staal, versie met twaalf sterren gebruikt tussen 1986 en 2002.

De vlag van de Europese Gemeenschap voor Kolen en Staal was de officiële vlag van de Europese Gemeenschap voor Kolen en Staal. Hij bestaat uit een horizontale tweekleurige vlag met een aantal sterren in elke baan, die de respectieve lidstaten van de organisatie voorstelden. De Europese Gemeenschap voor Kolen en Staal gebruikte haar eigen vlag vanaf 1958, zes jaar nadat ze was opgericht door zes staten, tot 2002, toen de organisatie opging in de Europese Unie.

## Beschrijving
De vlag bestond uit twee horizontale banen, de bovenste in blauw en de onderste in zwart. Blauw stond voor staal en zwart voor kolen, de twee grondstoffen waarvan de organisatie de handel beheerde. De vlag had een aantal gouden, later witte, sterren, waarvan het aantal overeenkwam met de toenmalige lidstaten (tot 1986, toen het aantal sterren werd beperkt tot twaalf). Deze sterren waren gelijkmatig verdeeld over beide banen, dicht bij het midden van de vlag (bij een oneven aantal sterren stond het kleinste deel op de bovenste baan).

## Geschiedenis
De vlag werd voor het eerst onthuld op Expo 58 in Brussel, zes jaar na de oprichting van de organisatie, waar de Europese vlag ook publiekelijk werd getoond.
De eerste versie van de vlag had zes gouden (gele) sterren. Het aantal werd aangepast naarmate er meer landen bijkwamen, totdat de Gemeenschap in 1986 twaalf leden telde. Daarna werd het aantal niet meer gewijzigd, zelfs niet toen er in de jaren 1990 meer landen bijkwamen. Hierdoor bleef de vlag in lijn met de Europese vlag (gebruikt door haar zusterorganisaties) die twaalf sterren gebruikt die perfectie en eenheid voorstellen.
Het Verdrag van Parijs voorzag in het einde van de werkzaamheden van de organisatie op 23 juli 2002, wat betekende dat de EGKS ophield te bestaan. Op die dag werd de vlag van de EGKS buiten de Europese Commissie in Brussel verwijderd door voorzitter Romano Prodi en vervangen door de vlag van de EU.
Een origineel exemplaar van de vlag met twaalf sterren wordt bewaard in het European University Institute in Florence.

? Vlag met 6 sterren, gebruikt van 1958 tot 1972.
? Vlag met 9 sterren, gebruikt van 1973 tot 1980.
? Vlag met 10 sterren, gebruikt van 1981 tot 1985.
? Vlag met 12 sterren, gebruikt van 1986 tot 2002.